# Kick (film, 2014)
Pour les articles homonymes, voir Kick.
Pour plus de détails, voir Fiche technique et Distribution.
Kick (किक) est un film indien réalisé par Sajid Nadiadwala, sorti en 2014.

## Synopsis
Un homme en quête d'adrénaline devient un voleur et est poursuivi par un vétéran de la police.

## Fiche technique
- Titre : Kick
- Titre original : किक
- Réalisation : Sajid Nadiadwala
- Scénario : Vakkantham Vamsi, Rajat Arora, Keith Gomes, Sajid Nadiadwala, Chetan Bhagat (hi) (scénario additionnel) et Rajat Arora (dialogues)
- Musique : Anjjan Bhattacharya, Meet Bros, Julius Packiam, Himesh Reshammiya et Yo Yo Honey Singh
- Photographie : Ayananka Bose
- Montage : Rameshwar S. Bhagat
- Production : Sajid Nadiadwala
- Société de production : Muranów, Nadiadwala Grandson Entertainment et TVP
- Société de distribution : Aanna Films (France)
- Pays :  Inde
- Genre : Action, comédie et thriller
- Durée : 146 minutes
- Dates de sortie : 
  - Sortie internationale : 25 juillet 2014

## Distribution
- Saurabh Dhingra : Nitin Bhagwat
- Salman Khan : Devi Lal Singh / Devil
- Jacqueline Fernandez : Shaina Mehra
- Nawazuddin Siddiqui : Shiv Gajra
- Randeep Hooda : Himanshu Tyagi
- Mithun Chakraborty : le père de Devi Lal
- Archana Puran Singh : la mère de Devi Lal
- Sumona Chakravarti : Vidhi
- Sanjay Mishra : Ram Avtaar Rathi
- Saurabh Shukla : le père de Shaina
- Karan Aanand : Anil Sharma
- Kavin Dave : Jignesh
- Fahad Dayee : Shoaib Mia
- Rajshri Deshpande : Mme. Sharma
- Ranjan Dumra : Dr. Ansari

## Distinctions
Le film a reçu le Filmfare Award de la meilleure chorégraphie et a été nommé pour le meilleur film d'action.